# 大衛·艾克斯坦
大衛·馬克·艾克斯坦（英語：David Mark Eckstein，1975年1月20日—），為美國職棒大聯盟的游擊手。他生涯曾效力過天使、紅雀、藍鳥、響尾蛇和教士等隊。2006年世界大賽，艾克斯坦拿下系列賽MVP。目前他在匹茲堡海盜隊的營運部門擔任特別助理。
艾克斯坦的身高只有168公分，就算是在不怎麼強調身高的游擊手之中也是特別矮的一群。在他還在大聯盟的十年間，他一直都是大聯盟最矮的球員。

## 職業生涯

### 安那罕天使
1997年大聯盟選秀，紅襪隊在第19輪選進了艾克斯坦。2000年8月16日，天使隊將他從讓渡名單中選走。2002年，他單季敲出全大聯盟最多了3發滿貫砲。其中有兩支更是在連續兩天的比賽中所擊出，一支是再見全壘打。而天使的戰績原本只有7勝14敗，在這發再見滿貫砲之後，天使在後面的23場比賽拿下20勝。而天使也在這年拿下世界大賽冠軍。

### 聖路易紅雀
2004年球季結束後，有三位游擊手互換東家，艾克斯坦跑到紅雀隊，埃德加·倫特利亞從紅雀跑到紅襪，奧蘭多·卡布雷拉則是從紅襪跑到天使。
2005年，艾克斯坦首度入選明星賽。而這年紅雀除了他，還有克里斯·卡本特、亞伯特·普荷斯、傑森·伊茲林豪辛和吉姆·艾德蒙斯等四名隊友入選明星賽。隔年他再度入選明星賽，而且他在3772個打數內只吞下305次三振。
2006年世界大賽，艾克斯坦在前2場比賽11個打數僅擊出1支安打。不過最後他擊出8支安打外加4分打點，其中第4場比賽他更是單場敲出4支安打。後來紅雀贏得世界大賽，艾克斯坦拿下世界大賽MVP。他也成為大聯盟少數幾位能在兩個聯盟拿下冠軍戒的先發游擊手。
2011年10月27日，艾克斯坦受邀出席這年的世界大賽，並擔任開球嘉賓。

### 多倫多藍鳥
2007年11月5日，艾克斯坦與Kip Wells、特洛依·帕西佛及Miguel Cairo成為自由球員。該年12月13日，他與藍鳥隊簽下1年450萬美元的合約。

### 亞利桑那響尾蛇
2008年8月31日，藍鳥隊用艾克斯坦向響尾蛇交易Chad Beck。

### 聖地牙哥教士
2009年1月15日，他與教士隊簽下1年的合約，並要求球隊讓他移防二壘。8月22日，教士隊將艾克斯坦的合約延長至2010年。
2011年，他收到球團給予的合約，不過他不打算繼續打球，反而選擇跟家人生活。最後他在2012年1月22日宣布退休。

### 生涯打擊數據
| 出賽次數 | 打席 | 打數 | 得分 | 安打 | 二安 | 三安 | 全壘打 | 打點 | 盜壘 | 保送 | 三振 | 打擊率 | 上壘率 | 長打率 | 守備率 |
| -------- | ---- | ---- | ---- | ---- | ---- | ---- | ------ | ---- | ---- | ---- | ---- | ------ | ------ | ------ | ------ |
| 1311     | 5705 | 5041 | 701  | 1414 | 232  | 20   | 35     | 392  | 123  | 376  | 418  | .280   | .345   | .355   | .978   |

## 退休之後
2015年11月9日，艾克斯坦獲得名人堂票選資格。而他只有獲得兩票，未能入選。

## 個人生活
2005年11月26日，他與演員Ashley Drane結婚。
艾克斯坦的哥哥Rick目前是匹茲堡海盜的打擊教練。而艾克斯坦也在2月份開始擔任球隊營運部門的特別助理。
而洋基2A的特倫頓轟雷也將艾克斯坦的2號球衣永久退休。

## 外部連結
- 球員資訊和成績在MLB ，ESPN ，Retrosheet ，Baseball Reference ，Baseball Reference (Minors) ，Fangraphs ，The Baseball Cube （英文）
- 大衛·艾克斯坦的X（前Twitter）